# Općina Hajdina
Općina Hajdina (slo.:Občina Hajdina) je općina u sjeveroistočnoj Sloveniji u pokrajini Štajerskoj.

## Zemljopis
Općina Hajdina se nalazi u istočnoj Sloveniji. Susjedne općine su na istoku Općina Ptuj, na sjeverozapadu Općina Starše, na zapadu Općina Kidričevo i jug Općina Videm. 

## Naselja u općini
Draženci, Gerečja vas, Hajdoše, Skorba, Slovenja vas, Spodnja Hajdina, Zgornja Hajdina

## Vanjske poveznice
- Službena stranica općine